# Наречена монстра
«Наречена монстра» (робоча назва — «Наречена Атома») — американський фільм 1955 року режисера Еда Вуда-молодшого.

## Сюжет
Лікар Ерік Воронофф оселився в місті й створив величезного восьминога, який тероризує околиці. Лікар хоче створити надлюдей за допомоги атомної енергії. Для цього він викрадає людей для дослідів. Люди гинуть. Всі. Окрім одного — монстроподібного Лобо, який став помічником лікаря.
В цей час за розслідування щодо зникнення людей беруться лейтенант Дік Крейґ та його дружина — журналістка Джанет Лоутон. Остання стає бранкою лікаря Еріка й нареченою монстра…

## В ролях
Лоретта Кінґ — Джанет Лоутон

Бела Луґоші — лікар Ерік Воронофф

Тор Йогансон — Лобо

Тоні МакКой — Дік Крейґ

## Цікаві факти
- Єдина стрічка Еда Вуда, яка мала касовий успіх.
- Спочатку на роль Джанет Лоутон було затверджено Долорес Фуллер — дівчину Вуда.